# Syngonanthus chrysanthus
A Syngonanthus chrysanthus a perjevirágúak (Poales) rend gombosvirágfélék (Eriocaulaceae) nevű családjába tartozó, Európában szobanövényként tartott, Brazíliában őshonos faj. Legelterjedtebb fajtája a Syngonanthus chrysanthus 'Mikado', melyet gyakran egyszerűen csak 'Mikado'-nak neveznek.

## Jellemzők
Tőlevélrózsás növény fűszerű levelekkel. A tőálló, 20–25 cm magas, levéltelen virágkocsány csúcsán helyezkedik el a krémszínű, 1 cm átmérőjű, fejecske-szerű virágzat. Szobanövényként félárnyékos, vagy napos helyet és sok vizet igényel.

## Fordítás
- Ez a szócikk részben vagy egészben  a   Syngonanthus chrysanthus című angol Wikipédia-szócikk fordításán alapul.  Az eredeti cikk szerkesztőit annak laptörténete sorolja fel. Ez a jelzés csupán a megfogalmazás eredetét és a szerzői jogokat jelzi, nem szolgál a cikkben szereplő információk forrásmegjelöléseként.